# Solva ichneumoniformis
Solva ichneumoniformis är en tvåvingeart som beskrevs av Günther Enderlein 1913. Solva ichneumoniformis ingår i släktet Solva och familjen lövträdsflugor. Inga underarter finns listade i Catalogue of Life.